# Dénes Pócsik
Dénes Pócsik (né le 9 mars 1940 à Kunágota, mort le 20 novembre 2004 à Eger) est un joueur de water-polo hongrois, champion olympique en 1964 à Tokyo, médaillé de bronze en 1968 à Mexico et médaillé d'argent en 1972 à Munich.